# Ozarba plagifera
Ozarba plagifera is een vlinder van de familie van de uilen (Noctuidae). De wetenschappelijke naam van deze soort is voor het eerst voorgesteld als Metachrostis plagifera door Hans Rebel in een publicatie uit 1907.
De soort komt voor in het Afrotropisch gebied waaronder Saudi-Arabië, Oman, Jemen, Eritrea, Ethiopië, Kenia, Tanzania, Malawi en Zuid-Afrika.